# Єврейське кладовище (Кременчук)
Єврейське кладовище в Кременчуці — кладовище, що існувало на Ревівці (місцевості Кременчука), в кінці сучасної вулиці Небесної Сотні. Наразі цю місцину називають «Артсклади», а від самого кладовища залишилися окремі захоронення.

## Історія
Приблизно в середині XVIII ст. на землях біля хутора Сталівка на північно-західних околицях Кременчука було закладене міське кладовище, яке було розділено на 4 сектори: єврейський (основний), православний, старообрядницький та караїмський. Поблизу, на шляху в місто, знаходилася єврейська корчма.
У XVIII–ХІХ століттях це кладовище було основним місцем захоронення кременчуцьких євреїв. За документами 1935 року кладовище займало площу в 7 гектарів, мало форму трапеції та було огороджене кам'яним парканом. У місті на той час мешкало близько 28 тисяч євреїв, і місця для захоронення не вистачало, тому мацеви були розташовані дуже щільно.
Після другої світової війни в ході відбудови міста багато могильних плит було використано в будівництві.
Пізніше на території кладовища були розташовані артилерійські склади, при будівництві яких теж використовувалися надгробні плити: в якості підмурків складських приміщень та інших будівель, для мощення доріжок та під'їздів до складів. Як військовий об'єкт, територія ретельно охоронялася.
Після розпаду СРСР артилерійські склади було ліквідовано, і територія колишнього кладовища стала об'єктом діяльності «чорних археологів» і збирачів металу та місцем відпочинку містян: поруч знаходиться штучне озеро Скеля, на місці затоплених каменоломень XIX століття.
В останні роки існували плани побудувати на території колишнього кладовища мікрорайон «Озерний». Був укладений інвестиційний контракт із корпорацією «Столиця» (Київ). Будівництво так і не розпочали, а в 2015 році проєкт був закритий.